# Sudy János
Sudy János (Tállya (Zemplén megye), 1844. január – 1910 után) elemi iskolai igazgató.

## Életútja
Súdy János és Dembovczky Borbála fia. Az algimnáziumot Miskolcon végezte, azután egy ideig tanítóskodott. 18 éves korában a kassai tanítóképzőbe került, melynek két évi tanfolyamát 1864-ben végezte és Tállyán lett tanító. 1871. január 31-én Tállyán házasságot kötött a nála nyolc évvel fiatalabb Funk Annával. 1871-ben megválasztották Sárospatakra és 1875-ben Kassára, ahol mint a községi iskolák igazgatója működött. 1905-ben a tanügy és a közügyek terén szerzett érdemei elismeréseül a Ferenc József-rend lovagkeresztjét adományozta számára a király.
Cikke az Abauj-Torna vármegye (Magyarország Vármegyéi) c. monográfiában (1896. Az Abauj-tornavármegyei népoktatás története és jelenkori állapota).

## Munkái
- Természetrajz. A népiskolák IV., V. és VI. oszt. használatára. Bpest, 1878. (Ism. Néptanítók Lapja 1877. 441. l.)
- Földrajz. Kassa város és Abauj-Tornavármegye, a népiskolák III. oszt. számára. Kassa, 1880. (3. k. két térképpel 1894., 5. k. 1896., 6. jav. k. 1898., 7. jav. kiadás. Uo. 1901., 8. jav. és képekkel ellátott k. Uo. 1903.)
- Javaslat az országos tanító-testület képviseleti közgyűlés szervezete tárgyában. Bpest, 1883.
- Természetrajz a népiskolák számára. Uo. 1891.

Szerkesztette a Felvidéki Tanügyet 1882-ben egy évig Kassán.